# فرد كوكس (مخترع)
فرد كوكس (بالإنجليزية: Fred Cox)‏ هو لاعب كرة قدم أمريكية ومخترِع أمريكي، ولد في 11 ديسمبر 1938 في مونونغاهيلا في الولايات المتحدة.

## وصلات خارجية
- فرد كوكس على موقع مرجع كرة القدم المحترفة.كوم (الإنجليزية)
- فرد كوكس على موقع كلية كرة القدم في سبورتس رفرنس.كوم (الإنجليزية)